# Azara's stekelstaart
De Azara-stekelstaart (Synallaxis azarae) is een zangvogel uit de familie Furnariidae (ovenvogels). Deze vogel is genoemd naar de Spaanse militair en natuuronderzoeker Félix de Azara (1742-1821).

## Verspreiding en leefgebied
Deze soort komt voor van westelijk Venezuela tot noordwestelijk Argentinië en telt negen ondersoorten:
- S. a. elegantior: oostelijk Colombia en westelijk Venezuela.
- S. a. media: westelijk Colombia en noordelijk Ecuador.
- S. a. ochracea: oostelijk Ecuador en noordwestelijk Peru.
- S. a. fruticicola: Marañón (noordelijk Peru).
- S. a. infumata: noordelijk en centraal Peru.
- S. a. urubambae: zuidoostelijk Peru (Cuzco).
- S. a. azarea: van zuidelijk Peru tot centraal Bolivia.
- S. a. samaipatae: zuidelijk Bolivia.
- S. a. superciliosa: noordwestelijk Argentinië.

## Status
De grootte van de populatie is niet gekwantificeerd maar de soort wordt omschreven als algemeen. Op de Rode lijst van de IUCN heeft deze soort de status niet bedreigd.